# Katie Muth
Pour les articles homonymes, voir Muth.
Katie J. Muth, née le 20 septembre 1983, est une femme politique américaine qui est actuellement sénatrice de l'État de Pennsylvanie pour le 44e district depuis le 1er juillet 2019.

## Positions politiques
Muth soutient des initiatives comme les programmes de remise fiscale visant à réduire le fardeau des taxes foncières, ainsi que la fin de l'augmentation des taxes foncières. Elle est favorable à une augmentation des impositions payées par les entreprises et par les industries pétrolière et gazière. Elle soutient une réforme fédérale du système de santé afin d'assurer l'accès de tous aux soins.
Lors d'un débat sur le budget en juin 2019, la sénatrice Muth a pris la parole pour lire une lettre d'un électeur handicapé et anciennement sans-abri qui dépend du programme d'assistance générale de l'Autorité palestinienne. Tout au long de sa lecture, le sénateur républicain Jake Corman (en) de Bellefonte a demandé de manière agressive de mettre fin au débat et au vote sur la question, remettant en cause la légitimité du Président de séance. La sénatrice soutenue par le Président de séance a poursuivi son intervention. L'altercation a reçu une couverture internationale. Le Sénat contrôlé par le GOP s'est opposé au renouvellement du programme par 26 voix contre et 24 pour.